# CYP3A4
Цитохром P450 3A4 (сокращённо CYP3A4) — один из наиболее важных ферментов, участвующих в метаболизме ксенобиотиков в организме человека, в основном находится в печени и кишечнике. Его целью является окисление небольших чужеродных органических молекул, таких как токсины или лекарства, с тем, чтобы их можно было вывести из организма. У людей бело́к CYP3A4 кодируется ге́ном CYP3A4.
Этот ген является частью кластера генов цитохрома P450 на хромосоме 7q21.1.

## Функции
CYP3A4 является одним из большой группы ферментов цитохрома P450. Белки цитохрома P450 — это монооксигеназы, которые катализируют многие реакции, участвующие в метаболизме лекарств, синтезе холестерина, стероидов и других жиров. Этот белок локализуется в эндоплазматической сети, а его экспрессия индуцируется глюкокортикоидами и некоторыми лекарственными препаратами. CYP3A4 участвует в метаболизме приблизительно половины используемых лекарственных средств, включая парацетамол, кодеин, циклоспорин, диазепам и эритромицин. Кроме этого, данный белок метаболизирует некоторые стероиды и канцерогены. Большинство препаратов дезактивируются с помощью CYP3A4 или напрямую, или посредством облегченного выведения из организма. Кроме того, некоторые вещества активируются при помощи CYP3A4, а некоторые протоксины — преобразуются в свои токсичные формы. 
Грейпфруты инактивируют CYP3A4, влияя на метаболизацию некоторых лекарств, поэтому приём многих лекарств с грейпфрутовым соком опасен.